# Plaques de matrícula de Malta

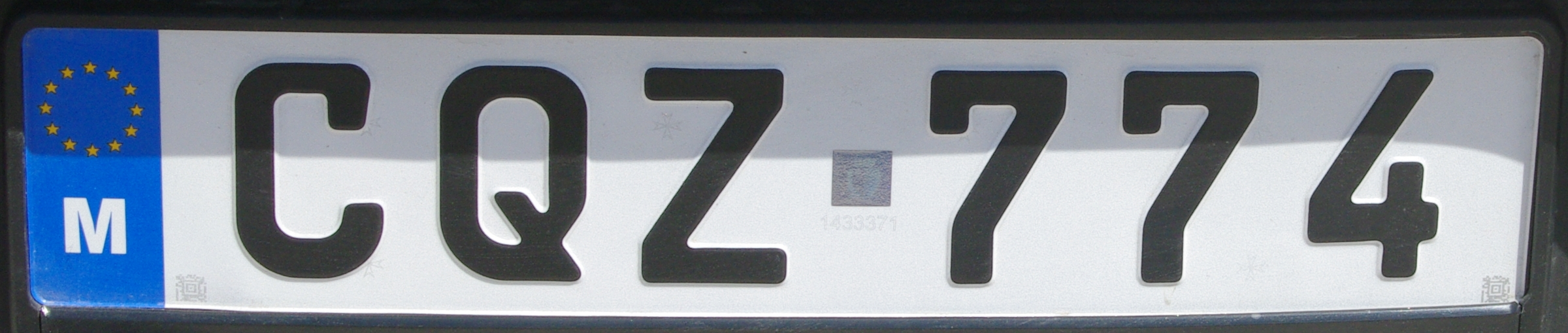
Matrícula actual.

Les plaques de matrícula dels vehicles de Malta es componen de tres lletres i tres xifres, separats per un espai, de color negre sobre un fons blanc (AAA·111). Les dimensions i el format és el comú a la resta de plaques de la Unió Europea, pel que també porta la secció blava a l'extrem esquerre amb les estrelles en cercle de la UE i el codi del país, M.

## Tipografia

FE-Schrift

La font tipogràfica utilitzada per als caràcters s'anomena FE-Schrift (Fälschungserschwerende Schrift, en alemany) i és la mateixa que utilitzen les plaques de matrícula alemanyes des del novembre de 2000. L'abreviatura FE derivada de l'adjectiu compost fälschungserschwerende que combina el nom Fälschung (falsificació) i el verb erschweren (obstaculitzar).
Es tracta d'una tipografia especialment desenvolupada per Karlgeorg Hoefer a petició de la policia alemanya per evitar que la manipulació de les plaques de matrícula no fos massa fàcil. La forma de les lletres i les xifres està especialment dissenyada per no permetre que, en un fons reflectant, la transformació d'una lletra o una xifra en una altra lletra o xifra mitjançant un adhesiu o un traç de pintura.

## Codificació
Encara que la combinació de caràcters és aleatòria, la primera lletra de les tres que es mostren, indica el mes de l'any en s'ha de renovar l'impost anual (tax disc, en anglès). La següent taula serveix d'il·lustració:
| Lletra  | Mes de l'any |
| ------- | ------------ |
| A, M, Y | Gener        |
| B, N, Z | Febrer       |
| C, O    | Març         |
| D, P    | Abril        |
| E, Q    | Maig         |
| F, R    | Juny         |
| G, S    | Juliol       |
| H, T    | Agost        |
| I, U    | Setembre     |
| J, V    | Octubre      |
| K, W    | Novembre     |
| L, X    | Desembre     |

## Història

### 1952-1979

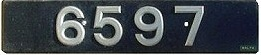
Matrícula antiga de cotxe particular.

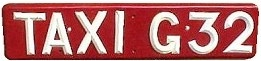
Matrícula antiga de taxi.

Entre 1952 i 1979, totes les plaques de matrícula a Malta van utilitzar una combinació de fins a cinc xifres (11111) en blanc o platejat sobre fons negre, seguint el format britànic implantat durant el període colonial. A mitjan anys 70 es canvià el color dels caràcters a negre i el fons a color blanc (placa anterior) i color groc (placa posterior). Els tipus de plaques especials eren:
- Els cotxes de lloguer tenien el fons de color groc.
- Els taxis tenien el fons de color vermell i portaven la paraula TAXI seguida d'una lletra i dues xifres, a l'estil TAXI A11.
- Per al cos diplomàtic, les plaques començaven per les lletres CD (Corps Diplomatique) sobre un fons de color negre.

### 1979-1995
La nova República de Malta, davant el creixent nombre de vehicles, i per a un millor control dels vehicles britànics que circulaven per l'arxipèlag, va decidir canviar les plaques de matrícula. Entre 1979 i 1995, les matrícules canviaren el sistema i van utilitzar una combinació d'una lletra seguida de quatre xifres ('A-1111) separades per un guió. A la dreta hi havia un cercle amb la lletra M (per Malta).
La lletra inicial va fer possible distingir entre diferents usos i categories de vehicles, així com conèixer la data de pagament de l'impost sobre vehicles per als vehicles privats:
- Per als vehicles privats: les lletres A, B, C, D, E, G, H, J, K, N, R, S o T amb els caràcters en negre sobre fons blanc.
- Per motocicletes i escúters: les lletres F, P o Q' amb els caràcters en negre sobre fons blanc.
- Per als vehicles del govern: la lletra M amb els caràcters en negre sobre fons blanc.
- Per als taxis: les lletres A, B, C, D, E, G, H, J, K, N, R, S o T amb els caràcters vermells sobre fons blanc.
- Per als autobusos: lletra I amb els caràcters en negre sobre fons vermell.
- Per les matriculacions temporals: lletra W amb els caràcters blancs sobre fons vermell.
- Per als vehicles de lloguer: lletra X amb els caràcters negres sobre fons groc.

### Posterior al 1995
Amb l'increment del nombre de vehicles i la proximitat d'arribar a la saturació del model anterior, a partir del 5 de novembre de 2005, Malta va adoptar el format comú de plaques de la Unió Europea i un sistema basat en una combinació de tres lletres i tres xifres, separats per un espai, de color negre sobre un fons blanc (AAA·111).
Algunes combinacions de lletres es reserven per distingir determinades categories de vehicles com són:
- GVX per a vehicles del govern.
- TFX per a vehicles exempts d'impostos (Tax Free).
- CDA per a vehicles diplomàtics.
- CDB per a vehicles de les missions diplomàtiques.
- CBx per a vehicles consulars.
- DMX per a vehicles d'organitzacions amb estatut diplomàtic (Missió Diplomàtica).
- xxY per a vehicles de transport comunitari:
  - xBY per a autobusos.
  - xTY per a taxis de l'illa de Malta.
  - xWY per a taxis de l'illa de Gozo.
  - CITY per a taxis elèctrics que circulen per La Valette.
- xxK per als vehicles de lloguer.